# Grupa 22 Października
Grupa 22 Października (wł. Gruppo XXII Ottobre) – włoska organizacja terrorystyczna. 

## Historia
Powstała w 1969 roku. Była niewielka, jej struktury nie rozrosły się nigdy poza Genuę. Data znajdująca się w nazwie formacji została wybrana przypadkowo. Założycielem formacji był robotnik Mario Rossi. Do podjęcia walki zbrojnej środowisko skupione wokół Rossiego skłonił zamach bombowy na Piazza Fontana w Mediolanie przeprowadzony przez skrajną prawicę. 
Organizacja unikała zamachów mogących przynieść straty w ludziach. Jej celem były głównie obiekty o symbolicznym znaczeniu. Rozpadła się w 1971 roku, po tym gdy Mario Rossi zastrzelił przypadkową osobę podczas próby kradzieży. Większość dotychczasowych aktywistów Grupy 22 Października zasiliła szeregi Grupy Akcji Partyzanckiej.

## Najważniejsze ataki przeprowadzone przez grupę
- 12 kwietnia 1970 roku aktywiści zorganizowali nieudany zamach bombowy na konsulat Stanów Zjednoczonych w Genui[1].

- 5 października 1970 roku członkowie formacji porwali syna zamożnego przemysłowca z Genui. Zwolnili go po otrzymaniu okupu[1].

- 18 lutego 1971 roku grupa przeprowadziła zamach bombowy na rafinerię. Atak miał być protestem przeciwko podwyżce cen gazu[1].

## Liczebność
Grupa miała co najwyżej 25 członków.

## Ideologia
Wyznawała ideologię maoistowską i odwoływała się do antyfaszyzmu. Celem grupy była obrona proletariatu przed ewentualnym faszystowskim zamachem stanu. Większość członków formacji była dawnymi członkami Włoskiej Partii Komunistycznej (Mario Rossi, Silvio Malagoli), niezadowolonymi z umiarkowanej linii partii, ale do Grupy należał też były faszysta Diego Vandelli.

## Relacje z innymi grupami terrorystycznymi
Pozostawała w sojuszu z Grupami Akcji Partyzanckiej.